# Michael Stich
Michael Stich (Pinneberg, 1968. október 18. –) egykori német hivatásos teniszező.
Legnagyobb sikere az 1991-es wimbledoni teniszbajnokság megnyerése. Ezenkívül még két Grand Slam-döntőbe jutott be, 1994-ben a US Openen, 1996-ban pedig a Roland Garroson. Az 1992-es barcelonai olimpián Boris Becker partnereként aranyérmet szerzett párosban. Ugyanebben az évben John McEnroe partnereként Wimbledonban is diadalmaskodott.
Pályafutása során összesen 18 egyéni ATP tornát nyert meg, köztük egy Tennis Masters Cupot(1993) és két Masters tornát (Hamburgban és Stockholmban). Párosban összesen 10 tornát nyert. 1993-ban megnyerte Németországgal a Davis-kupát és  a Hopman-kupát. Legjobb helyezése a világranglistán a 2. volt.
2018-ban a teniszhírességek csarnokának (International Tennis Hall of Fame) tagjai közé választották.

## Grand Slam döntői

### Egyéni

#### Győzelmei (1)
| Év   | Helyszín  | Ellenfél a döntőben | Eredmény a döntőben |
| 1991 | Wimbledon | Boris Becker        | 6–4, 7–6, 6–4       |

#### Elvesztett döntői (2)
| Év   | Helyszín      | Ellenfél a döntőben   | Eredmény a döntőben |
| 1994 | US Open       | Andre Agassi          | 6–1, 7–6, 7–5       |
| 1996 | Roland Garros | Jevgenyij Kafelnyikov | 7–6, 7–5, 7–6       |

### Páros

#### Győzelmei (1)
| Év   | Helyszín  | Partner      | Ellenfelei a döntőben   | Eredmény a döntőben       |
| 1992 | Wimbledon | John McEnroe | Guy Forget Jakob Hlasek | 5–7, 7–6, 3–6, 7–6, 19-17 |